# ماریوت

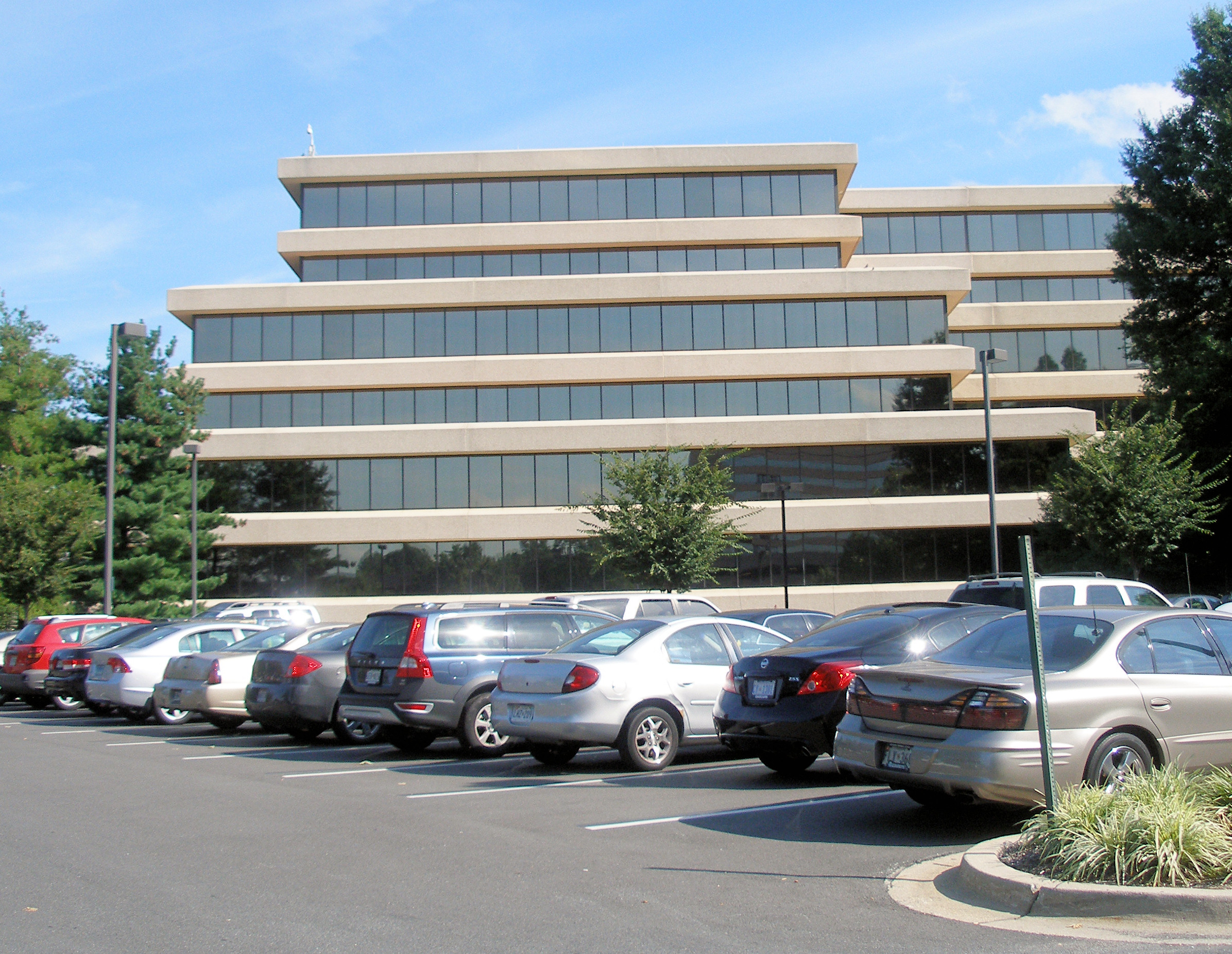
ساختمان مرکزی

ماریوت (به انگلیسی: Marriott) شرکت گردشگری آمریکایی است، که در زمینه ارائه خدمات هتلداری، مهمان‌نوازی و مدیریت بر مکان‌های اقامتی و رستوران‌های زنجیره‌ای فعالیت می‌نماید.
شرکت ماریوت در سال ۱۹۲۷ توسط جان ویلارد ماریوت در واشینگتن، دی. سی. راه‌اندازی شد و در حال حاضر دارای شبکه‌ای از ۳٫۸۰۰ شعبه در ۷۴ کشور جهان می‌باشد.
دفتر مرکزی این شرکت در شهر بتزدا، مریلند، ایالات متحده آمریکا قرار دارد و سهام آن در بازار بورس نزدک معامله می‌شود و جزئی از شاخص اس اند پی ۵۰۰ به‌شمار می‌آید.